# Basim
Anis Basim Moujahid (n. 4 de julio de 1992, Dinamarca) es un cantante y compositor de música pop danés de ascendencia marroquí. 
Se dio a conocer por todo el país, tras su participación en el concurso de talentos X Factor. Durante estos años ha sacado dos discos: "Alt det jeg ville have sagt" (2008) y "Befri dig selv" (2009), además de un Ep en 2013.
Fue escogido para representar a Dinamarca en el Festival de la Canción de Eurovisión 2014 con la canción titulada "Cliché love song"". En el eurofestival finalizó en el noveno lugar con un total de 74 puntos.
Para Eurovisión 2015 fue elegido como portavoz danés para las puntuaciones, dando los doce puntos al cantante Måns Zelmerlöw que pasó a ganar el concurso con su canción "Heroes".

## Carrera musical

### 2008-X Factor

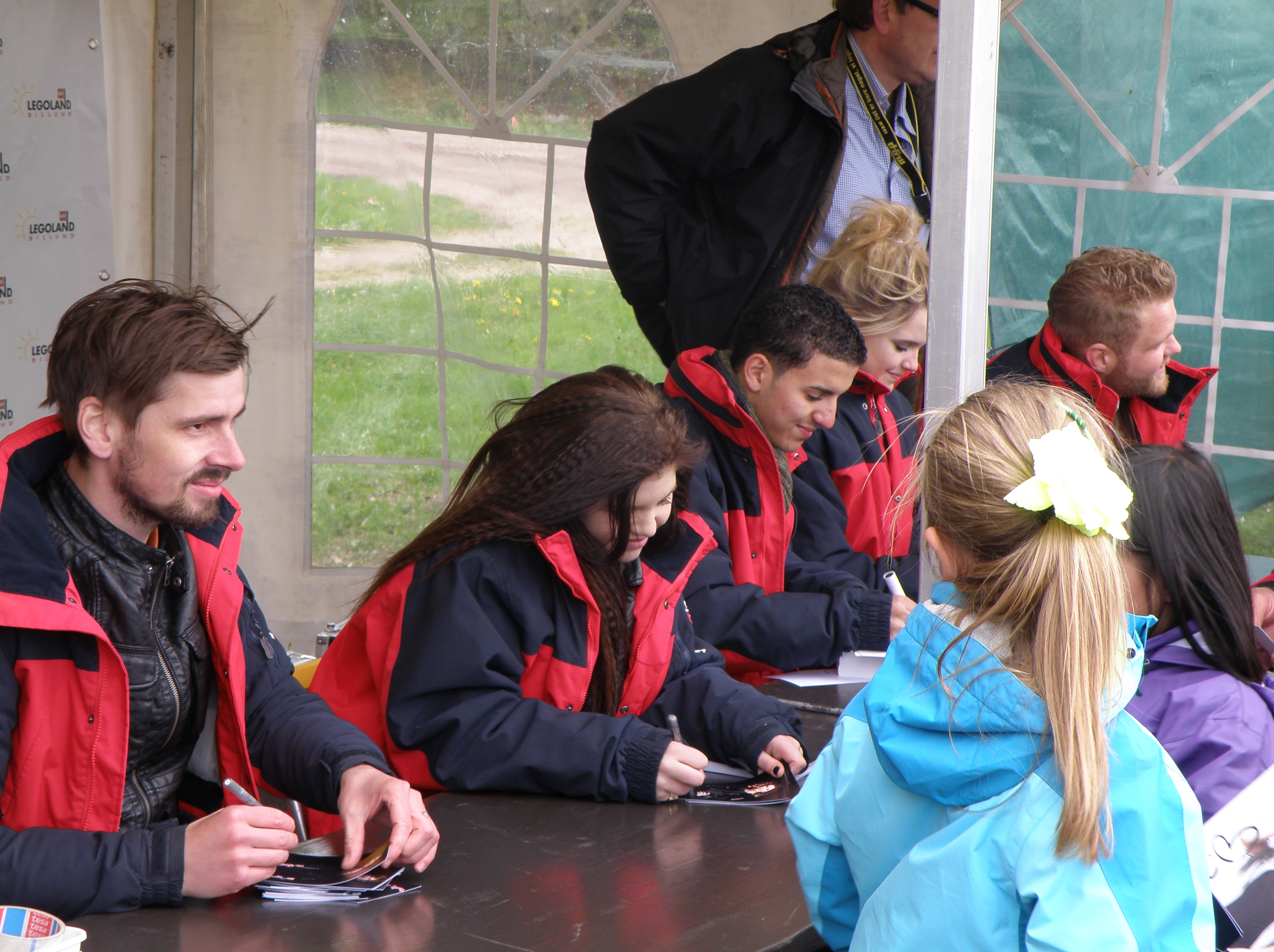
Firmando con sus compañeros de X Factor.

Desde muy niño, siempre le ha gustado el mundo del espectáculo.
En el año 2008 cuando él tenía 15 años, adoptó el nombre artístico de Basim y se inició profesionalmente en el mundo de la música, dándose a conocer por todo el país tras su participación en la versión danesa del concurso de talentos televisivo The X Factor Dinamarca, en el cual logró alcanzar finalmente los cuartos de final.
Después del programa lanzó el que fue su primer álbum debut titulado "Alt det jeg ville have sagt" (en castellano: "Todo lo que habría dicho").
Para el álbum colaboró con el juez de X Factor Remee y realizó una gira presentación y firmas de autógrafos por todo el país.
El álbum alcanzó el puesto número 8 en las listas nacionales y se colocó en la conocida tabla de oro.
En él se incluyen tres de los sencillos más destacados, que son "Alt det jeg ville have sagt", "Jeg vil" y "Baby jeg savner dig".

### 2009-Befri dig selv
En el mes de octubre de 2009 lanzó su segundo disco titulado "Befri dig selv" (en castellano: "Libérate")
Este álbum se colocó en el puesto 21 de las listas danesas y dos de sus sencillos "Lad ikke Solen gå ne" y "Befri dig selv", se colocaron en el puesto 15 de las listas de singles.
Ese mismo año participó en la versión danesa de bailando con las estrellas ("Vild med dans"), donde estuvo bailando con la bailarina y diseñadora de moda Claudia Rex y ambos quedaron en el noveno puesto.
En 2013 firmó un contrato discográfico para proteger sus derechos como compositor, con los que lanzó su primer extended play (EP).
También ese mismo año fue contratado para interpretar el papel de Sonny en el famoso musical Grease y que se estrenó en febrero de 2014 en los Jardines de Tívoli, situados en Copenhague.

### Eurovisión 2014-presente

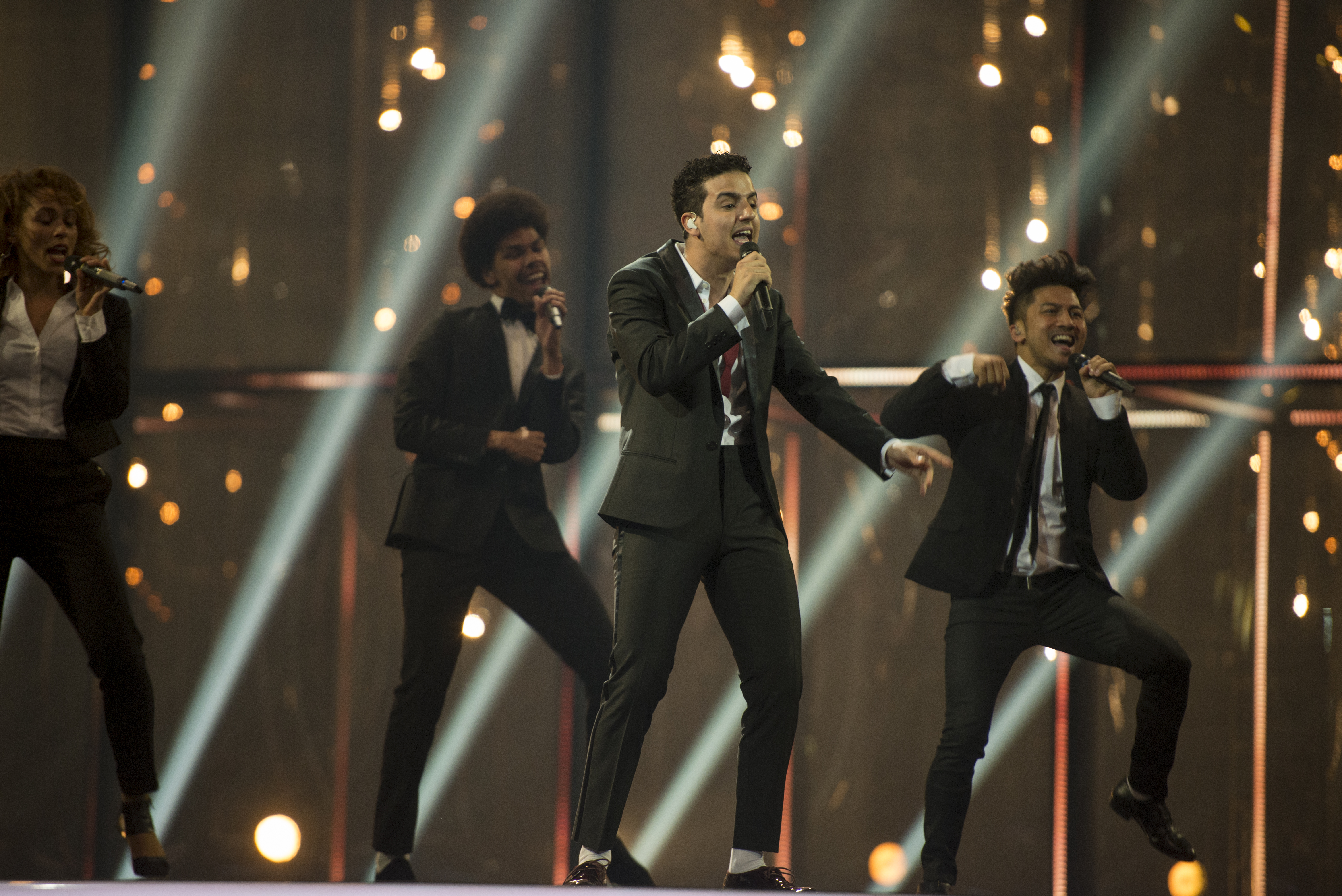
Durante su actuación en Eurovisión 2014

El día 8 de marzo de 2014 ganó la selección nacional eurovisiva Melodi Grand Prix, con la canción titulada "Cliche Love Song. Esta fue compuesta por el mismo, junto a Lasse Lindorff, Kim Nowak y Zorde Daniel Fält.
Cabe destacar que en el Melodi Grand Prix, también fue compositor de la canción "Vi finder hjem" de la también participante Emilie Moldow.
Pasó a convertirse en el nuevo representante de Dinamarca en el Festival de la Canción de Eurovisión 2014.
La Unión Europea de Radiodifusión (UER) anunció el 17 de marzo que actuaría en el puesto número 23.
Tras superar las semifinales, llegó a la gran final, en la cual terminó en el noveno puesto y anotó un total de 74 puntos.
Al año siguiente, en el Festival de Eurovisión 2015 fue elegido como portavoz de su país, para dar las puntuaciones danesas en directo desde la ciudad de Copenhague.
Y para Eurovisión 2016, se desempeñó como miembro del jurado danés.
En 2016, escribió dos canciones para la famosa boyband japonesa Generations from Exile Tribe que se lograron convertir en número 1 por todo Japón.

## Vida privada
Es hijo de Abdel Moujahid y Zohra. 
Su padre Abdel, que sufría cáncer, falleció en el 2012 y la canción titulada "Himlen Har Alt For Mange Engle" (en castellano: "El cielo tiene demasiados ángeles") que fue incluida en el álbum "Alt Det Jeg Ville", la compuso en su memoria.
Su hermano es el también cantante Nabil Moujahid, que junto a su grupo In-Joy participó en la tercera edición de 2010 del concurso X Factor.
La formación además de Nabil, incluye a los artistas Essi, Jannick y Kevin. En el programa terminaron siendo uno de los nueve finalistas.

## Discografía

### Álbumes
| Título                      | Detalles                                                                                            | Posiciones |
| Título                      | Detalles                                                                                            | DEN        |
| --------------------------- | --------------------------------------------------------------------------------------------------- | ---------- |
| Alt det jeg ville have sagt | - Lanzamiento: 13 de octubre de 2008 - Sello: Universal Music Group - Formato: Descarga digital, CD | 8          |
| Befri dig selv              | - Lanzamiento: 19 de octubre de 2009 - Label: Universal Music Group - Formato: Descarga digital, CD | 21         |

### EP
| Título | Detalles                                                                                              | Notas |  |
| ------ | --- | --- |  |
| 5 (EP) | - Lanzamiento: 8 de febrero de 2013 - Sello: Sony Music Entertainment - Formato: Descarga digital, CD | \| N.º \| Título \| Duración \| \| \| 1. \| «Hjerteslag» \| 4:16 \| \| \| 2. \| «Mayday» \| 4:04 \| \| \| 3. \| «Stjæler mit hjerte» \| 4:08 \| \| \| 4. \| «Kun et liv» \| 4:14 \| \| \| 5. \| «Min verden» \| 3:21 \| \| \| 6. \| «Ta' mig tilbage» \| 4:09 \| \| |  |
| N.º    | Título                                                                                                | Duración |  |
| 1.     | «Hjerteslag»                                                                                          | 4:16 |  |
| 2.     | «Mayday»                                                                                              | 4:04 |  |
| 3.     | «Stjæler mit hjerte»                                                                                  | 4:08 |  |
| 4.     | «Kun et liv»                                                                                          | 4:14 |  |
| 5.     | «Min verden»                                                                                          | 3:21 |  |
| 6.     | «Ta' mig tilbage»                                                                                     | 4:09 |  |

### Singles
| "Alt det jeg ville have sagt"                                | 2008 | 34 | —  | —  | —  | —  | —  | —  | — | —  | —  | Alt det jeg ville have sagt |
| "Jeg vil"                                                    | 2008 | 26 | —  | —  | —  | —  | —  | —  | — | —  | —  | Alt det jeg ville have sagt |
| "Baby, jeg savner dig"                                       | 2009 | —  | —  | —  | —  | —  | —  | —  | — | —  | —  | Alt det jeg ville have sagt |
| "Befri dig selv"                                             | 2009 | —  | —  | —  | —  | —  | —  | —  | — | —  | —  | Befri dig selv              |
| "Lad ikke solen gå ned" (with Lis Sørensen)                  | 2009 | 15 | —  | —  | —  | —  | —  | —  | — | —  | —  | Befri dig selv              |
| "Ta' mig tilbage"                                            | 2011 | 30 | —  | —  | —  | —  | —  | —  | — | —  | —  | —                           |
| "Cliche Love Song"                                           | 2014 | 2  | 37 | 73 | 49 | 50 | 38 | 71 | 9 | 55 | 46 |                             |
| "Picture In a Frame"                                         | 2014 | —  | —  | —  | —  | —  | —  | —  | — | —  | —  |                             |
| "Kostbar"                                                    | 2015 | —  | —  | —  | —  | —  | —  | —  | — | —  | —  |                             |
| "—" denotes a single that did not chart or was not released. |      |    |    |    |    |    |    |    |   |    |    |                             |

## Vídeos musicales
| Año  | Título            | Referencia |
| ---- | ----------------- | ---------- |
| 2008 | "Jeg vil"         |            |
| 2009 | "Befri dig selv"  |            |
| 2011 | "Ta' mig tilbage" |            |

## Factor X
| Fecha    | Tema                     | Artista               | Número de                         | Resultado             |
| -------- | ------------------------ | --------------------- | --------------------------------- | --------------------- |
| 08/02-08 | La lista de verificación | Cristiano Brøns       | "Usted Puede Hacer Lo Que Quiera" | En la siguiente ronda |
| 15/02-08 | Filmhits                 | High School Musical 2 | "Eres La Música En Mí"            | En la siguiente ronda |
| 22/02-08 | Discoteca                | Kool & the Gang       | "Celebración"                     | En la siguiente ronda |
| 29/02-08 | Cantar En Inglés         | Jakob Sveistrup       | "Encender"                        | En la siguiente ronda |
| 07/03-08 | Big Band                 | Frankie Valli         | "No puedo quitar Mis Ojos de Ti"  | En la siguiente ronda |
| 20/03-08 | Anne Linnet              | Anne Linnet           | "Yo Miro Por La Ventana"          | Fuera del Factor X    |
| 20/03-08 | Elvis Presley            | Elvis Presley         | "Siempre En Mi Mente"             | Fuera del Factor X    |